# Eupithecia rufipalpata
Eupithecia rufipalpata är en fjärilsart som beskrevs av Paul Dognin 1902. Eupithecia rufipalpata ingår i släktet Eupithecia och familjen mätare. Inga underarter finns listade i Catalogue of Life.